# 김병호 (조선민주주의인민공화국의 정치인)
김병호(金炳鎬, 1960년 ~ )는 조선민주주의인민공화국의 정치인이다. 조선로동당 중앙위원회 위원 겸 로동신문 책임주필이다.

## 경력
조선중앙통신사 부사장을 거쳐, 2010년 2월 22일에 사장으로 임명되었다. 2010년 9월에 열린 조선로동당 제3차 대표자회에서 조선로동당 중앙위원회 정치국 위원으로 선출되었다. 2017년 10월 개최된 당 중앙위원회 제7기 제2차전원회의 결정을 통해 로동신문 책임주필에 임명되었다.

## 수훈
2012년 2월, 김정일 훈장을 받았다.

## 기타
2011년 12월 김정일 사망 당시에 국가 장의위원회 위원을 맡았다.